# Zamek Sielecki
Zamek Sielecki w Sosnowcu – zabytkowy zamek w Sosnowcu.
Budynek historycznej twierdzy warownej położony na lewym brzegu Czarnej Przemszy w dzielnicy Sielec. Najstarszy obiekt w mieście, który  swoją historią sięga późnego średniowiecza.

## Architektura
Pierwotnie fortalicja o charakterze obronnym, która została rozbudowana w 1620 r. w układ czteroskrzydłowy z narożnymi wieżami, prawdopodobnie z wykorzystaniem wcześniejszej zabudowy. Zamek został zbudowany z łamanego kamienia wapiennego i cegły. Budowla piętrowa i podpiwniczona. Po pożarze w 1824 r. zamek został odbudowany w 1832 r., jednak rozebrano skrzydło wschodnie z bramą wjazdową oraz zasypano fosy. Mimo zmian o pierwotnym obronnym charakterze budynku świadczy ukształtowanie jego bryły, która posiada cztery narożne wieże oraz ryzality na przedłużeniu skrzydeł bocznych. Obecnie jest to trójskrzydłowa budowla na planie podkowy z otwartym dziedzińcem. W skrzydle północnym na I piętrze znajduje się dawna kaplica przykryta sklepieniem kolebkowym z lunetami i geometryczną dekoracją stiukową. Dachy budynku są dwuspadowe i kryte blachą, a hełmy baszt namiotowe. Dach kaplicy jest czterospadowy i zwieńczony baniastą wieżyczką z ośmioboczną latarnią.  

## Historia

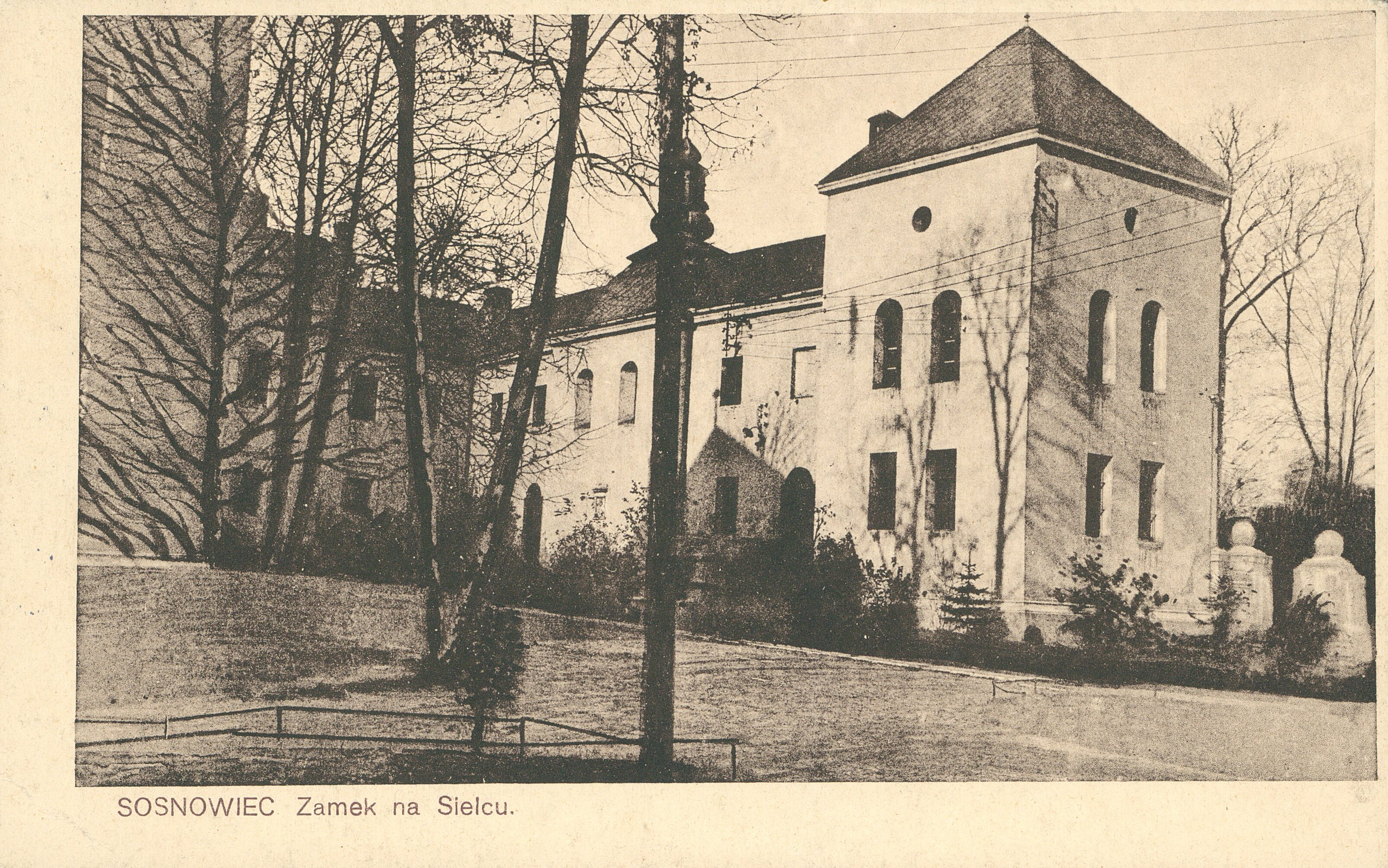
Zamek w 1927

Historia budowy zamku nie jest do końca poznana. Jeszcze niedawno uważano, że powstał w 1620 r., ale dzięki badaniom archeologicznym i kwerendom w archiwach okazało się, że jego początki sięgają prawdopodobnie XV wieku. W 1620 r. Sebastian Minor herbu Półkozic ukończył budowę nowego budynku na planie czworoboku z dziedzińcem pośrodku. Upamiętnia to tablica zachowana do dzisiaj w kaplicy. Wygląd zamku z tego okresu przedstawiają inwentarze z 1665 i 1719 r. Po Minorach, gospodarzami Sielca byli Modrzewscy i Tęgoborscy. W czasach panowania króla Stanisława Augusta Poniatowskiego zamek należał do pułkownika Michała Żulińskiego, a następnie do szambelana dworu królewskiego Jordana Stojewskiego, który w 1802 r. sprzedał zamek pruskiemu generałowi Christianowi Ludwigowi Schimmelpfennig von der Oye. Po jego śmierci 21 lipca 1812 r., wdowa Johanna Elisabeth w 1814 r. wraz z 25-letnim synem Ludwikiem, oficerem pruskim, sprzedała zamek księciu pszczyńskiemu Ludwikowi Anhalt-Coethen von Pless. W 1824 r. zamek spłonął, co spowodowało. W następstwie tego zdarzenia książę zlecił jego przebudowę w oparciu o plany opracowane przez Józefa Heintza. Na ich podstawie wyburzono skrzydło wschodnie oraz zasypano fosy, uzyskując otwarty dziedziniec. W 1841 r. przebudowę zamku kontynuowała kolejna właścicielka Sielca hrabina Charlotta von Stolberg-Wernigerode zum Hochberg. W 1856 r. obiekt kupił hrabia Andrzej Renard ze Strzelec Opolskich dla swojego syna Jana Renarda, pełniącego funkcję konsula pruskiego w Wiedniu. Po jego śmierci w 1874 r. budynek trafił do rąk jego spadkobierców i związanej z nimi spółki Gwarectwo „Hrabia Renard”, z którą zamek pozostał do II wojny światowej, pełniąc funkcję biurowca. Po 1945 r. umieszczono w nim administrację kopalni „Sosnowiec” i czasowo Muzeum Górnictwa, a od 1980 r. nowy właściciel, Zjednoczone Huty Szkła Gospodarczego i Technicznego „Vitropol” po generalnym remoncie urządziły w budynku Centralną Wzorcownię Szkła Współczesnego. W 1982 r. eksponaty wzorcowni  udostępniono nowo otwartemu Muzeum Szkła Współczesnego. Po 1990 r. zamek adaptowano na salę ślubów Urzędu Stanu Cywilnego w Sosnowcu, restaurację oraz kompleks konferencyjny.  W 1995 r. ze względu na bardzo zły stan budynku zaprzestano jakiejkolwiek działalności w zamku i obiekt zamknięto. W 1999 r. Rada Miejska w Sosnowcu podjęła decyzję o renowacji zabytku, połączoną z badaniami archeologicznymi. Prace zakończono w 2002 r. W tym samym roku powołano samorządową instytucję Sosnowieckie Centrum Sztuki-Zamek Sielecki odpowiedzialną za organizuację wystaw, koncertów i spotkań okołokulturalnych. W 2015 r. prowadzono kolejny etap prac remontowo-konserwatorskich z konserwacją polichromii w wieży północnej  skrzydła i ekspozycją odkrywek archeologicznych pod podłogą wieży. 

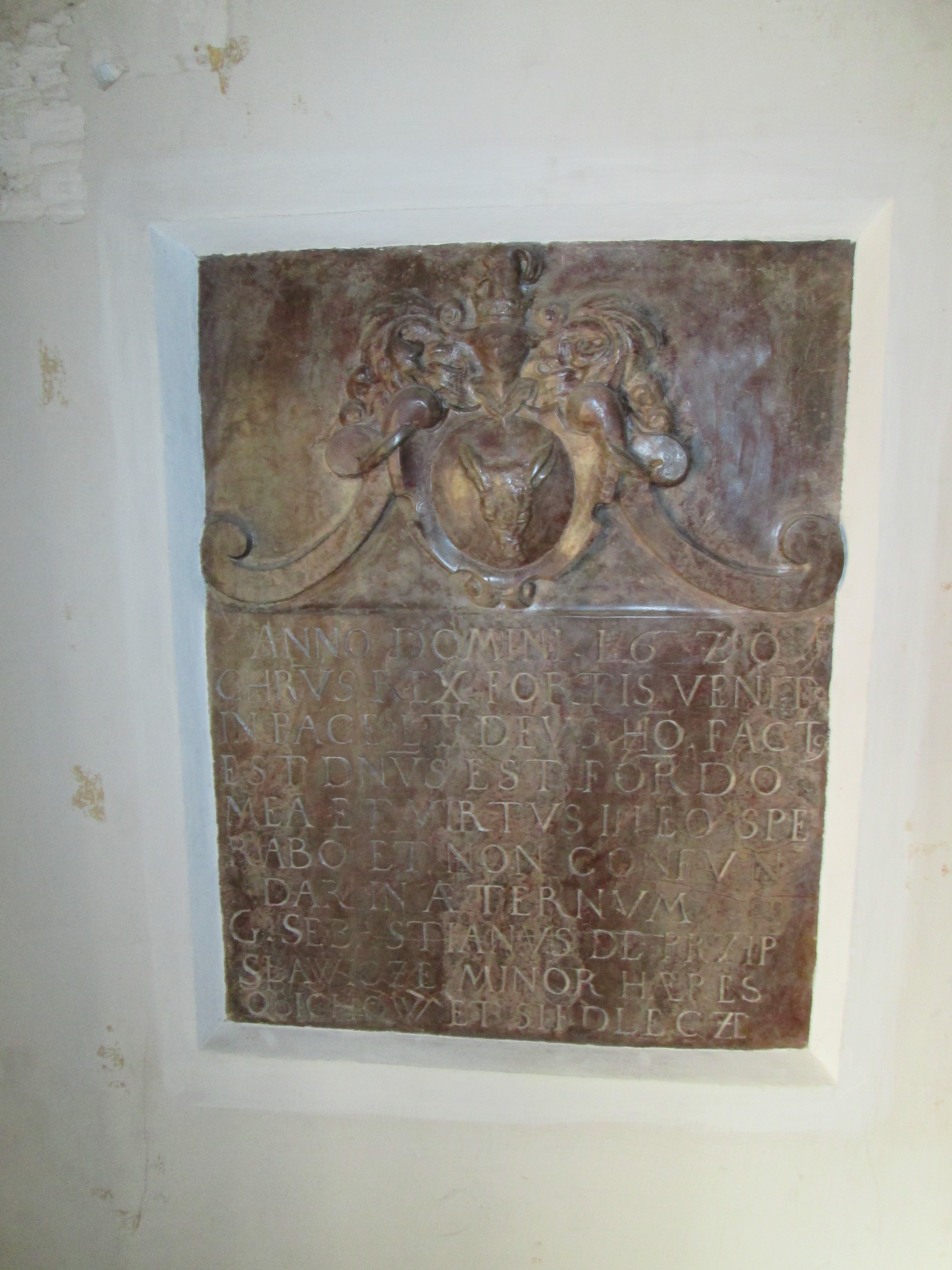
Tablica  Sebastiana Minor h. Półkozic (1620)
Herb Półkozic

### Kalendarium
- 1361 – Abraham z Goszyc z synem Markiem sprzedali dobra w Sielcu staroście sandomierskiemu Ottonowi z Pilczy herbu Topór
- 1384 – umiera Otton z Pilczy herbu Topór
- 1403 – Pierwsza informacja o obiekcie obronnym w Sielcu[3]
- 1430–1434 – konflikt sąsiedzki pomiędzy Bodzantą z Sielca herbu Szeliga a Mikołajem Siestrzeńcem herbu Kornic, słynnym awanturniczym burgrabią będzińskim
- 1430 – wzmianka o istnieniu fortalicjum[3]
- 1465 – właścicielem fortalicjum zostaje królewski dworzanin Jakub Duch z Dębna
- 1487 – dobra sieleckie w ramach odzyskiwania królewszczyzn zostały wykupione od Grzegorza z Morawicy i przeszły na własność króla Kazimierza Jagiellończyka
- 1567 – właścicielem Sielca zostaje Walenty Minor
- 1620 – Sebastian Minor z Przybysławic herbu Półkozic, dziedzic Sielca i Obichowa, kończy budowę na zamku czterech murowanych skrzydeł z wieżyczkami narożnymi
- Koniec XVIII wieku – zamek trafia w ręce pułkownika Michała Żulińskiego, a następnie do szambelana dworu króla polskiego Jordana Stojewskiego
- 1824 – pożar zamku
- 1832 – odbudowa zamku po pożarze
- 1856 – dobra sieleckie wraz z zamkiem kupił hrabia Andrzej Renard dla syna Jana. Przebudowa zamku, zburzenie skrzydła wschodniego, zasypanie fos.
- 1884 – na zamku mieści się siedziba spółki górniczej rodziny Renard
- 1977 – zamek przeszedł na własność Zjednoczonych Hut Szkła Gospodarczego "Vitropol" i został przeznaczony na siedzibę Muzeum i Centralną Wzorcownię Szkła Polskiego[12].
- 1977–1980 – generalny remont zamku[12]
- 1981–1995 – siedziba Muzeum Szkła Współczesnego[12]
- 1994 – zniszczony zamek przejęło miasto, rozpoczęto remont
- 1999–2002 – remont zamku i nadanie mu obecnego wyglądu
- 2002 – na zamku zaczyna działalność Sosnowieckie Centrum Sztuki-Zamek Sielecki